# Четта II
Чей Четта II (кхмер. ជ័យជេដ្ឋាទី២; 1573-1627) — король Камбоджі в першій половині XVII століття. Його столицею було місто Удонг.

## Життєпис
Був сином короля Барома Рачеа IV. Прийшов до влади, коли його батько під тиском Сіаму зрікся престолу. 1620 року одружився з Нгок Ван, донькою тюа Нгуєн Фук Нгуєна.
За його правління В'єтнам захопив дельту Меконгу, в тому числі й місто Прей Нокор (нині — Хошимін). 1623 року в Камбоджі була заснована Голландська Ост-Індійська компанія.